# زنبق ریش‌زرد
زنبق ریش‌زرد (نام علمی: Iris boissieri) نام یک گونه از سرده زنبق است.